# Plesitomoxia atra
Plesitomoxia atra es una especie de coleóptero de la familia Mordellidae.

## Distribución geográfica
Habita en Queensland Australia.